# The Lost Hero
The Lost Hero (Brasil: O Herói Perdido / Portugal: O Herói Desaparecido) é um romance de fantasia inspirado na mitologia greco-romana escrito por Rick Riordan. É o primeiro livro da série Os Heróis do Olimpo, que sucede a série Percy Jackson & the Olympians. Foi lançado nos Estados Unidos em 12 de outubro de 2010, no Brasil em 20 de maio de 2011 e em Portugal no dia 2 de abril de 2014.
Ao contrário da saga anterior em que Riordan usava narrativa em primeira pessoa e apenas os elementos da mitologia grega, The Lost Hero apresenta a história na perspectiva de terceira pessoa e introduz a mitologia romana para o universo da série. Os capítulos alternam-se entre os pontos de vista de Jason Grace, Piper McLean e Leo Valdez, três semideuses que descobrem suas origens após serem atacados por espíritos dos ventos no Grand Canyon durante um passeio escolar. Eles são enviados ao Acampamento Meio-Sangue e recebem a missão de resgatar Hera do cárcere do gigante Porfírio.
O livro foi publicado originalmente pela Disney Hyperion, com a capa sendo projetada pelo ilustrador John Rocco. Com uma impressão inicial de dois milhões e meio de cópias, foi lançado em capa dura, bem como em áudio e digitalmente, sendo traduzido para 36 idiomas e disponibilizado em 37 países; além disso, um romance gráfico foi publicado nos Estados Unidos em 7 de outubro de 2014. A versão brasileira ficou ao encargo da editora Intrínseca, enquanto a portuguesa da editora Planeta.
O livro recebeu críticas geralmente positivas, com os maiores elogios sendo dirigidos ao novo esquema de narração e à mistura dos mitos gregos e romanos. No entanto, a história de um modo geral e os longos diálogos foram criticados. The Lost Hero vendeu mais de um milhão e trezentas mil cópias em 2010, alcançando o topo da lista de best-sellers do The New York Times, USA Today, Publishers Weekly e The Wall Street Journal.

## Desenvolvimento e promoção
Pouco tempo depois do lançamento de The Last Olympian, o quinto e último livro da série Percy Jackson & the Olympians, Rick Riordan anunciou que estava trabalhando em uma sequência para a saga. Posteriormente, em abril de 2010, ele revelou o título da nova série, The Heroes of Olympus (traduzido no Brasil e em Portugal como Os Heróis do Olimpo), bem como o nome do primeiro livro, intitulado The Lost Hero. Segundo o autor, ele resolveu expandir seu universo mitológico após perceber a grande quantidade de mitos gregos e romanos que não tinha explorado.
Para compôr o enredo, o autor usou sua experiência de jogar role-playing games, tais como World of Warcraft e Scion junto com os seus filhos. Ele criou a história e três novos personagens — Jason Grace, Piper McLean e Leo Valdez —, que se tornariam os protagonistas, enquanto as personagens principais anteriores, como Annabeth Chase e Grover Underwood teriam papéis secundários.
Ao contrário de Percy Jackson & the Olympians, em que a história é narrada em primeira pessoa unicamente da perspectiva de Percy Jackson, Os Heróis do Olimpo é contado em terceira pessoa, com o ponto de vista alternando entre vários personagens. Em The Lost Hero, a história é vista a partir da perspectiva de Jason, Piper e Leo. Embora inicialmente incerto de como os fãs reagiriam, Riordan descobriu mais tarde que eles gostaram do novo formato, pois permitiu-lhes aprender mais sobre cada personagem.
A trama começa em 17 de dezembro de 2009, vários meses após os acontecimentos de The Last Olympian, concluído em agosto. Isto permitiu interligar as duas séries, de modo que assim os personagens antigos poderiam ser incluídos sem os leitores estranharem. Riordan diz que esta foi sua "maneira de deixá-los revisitar esse mundo com um olhar diferente, mas também acompanhando Percy e Annabeth e o resto do grupo da saga anterior". Ele também decidiu incluir os deuses romanos, divindades parecidas com os deuses gregos, mas com algumas pequenas alterações na personalidade, depois de muitos leitores solicitarem a inclusão. Ele ponderou sobre como seriam seus aspectos romanos depois de passarem da Grécia para Roma e posteriormente para os Estados Unidos, e por fim aceitou a ideia.
Como forma de promoção, a Disney Hyperion criou um site intitulado camphalfblood.com, que necessitava de uma senha para ser acessado. O autor revelou-a em 20 de junho de 2010, assim dando acesso aos dois primeiros capítulos do livro, que foram baixados mais de 10 000 vezes. No mesmo dia ele também já havia divulgado a capa oficial da publicação. A editora forneceu ainda informações sobre a série e os personagens e um kit para eventos, além de publicar um trailer.

## Sinopse
Um garoto chamado Jason acorda em um ônibus escolar e não se lembra de nada do seu passado. Ele se vê sentado ao lado de Piper McLean, aparentemente sua namorada, e de Leo Valdez, que diz ser seu melhor amigo. Os três estão em uma viagem escolar para o Grand Canyon e quando chegam lá, são atacados por anemoi, espíritos da tempestade. As criaturas atacam o trio e o professor deles, Gleeson Hedge. Na luta que se segue, Jason surpreende a todos, incluindo a si mesmo, quando uma de suas moedas se transforma em uma espada, usada por ele para espantar os espíritos. Logo depois Hedge revela ser um sátiro e é capturado pelos monstros. Após a batalha, uma carruagem voadora puxada por dois pégasos aterriza onde estavam. Uma das tripulantes, Annabeth Chase, expressa sua frustração ao ver que Percy Jackson, seu namorado desaparecido, não está ali como ela esperava.

Filho do relâmpago, tome cuidado no chão,
Da vingança dos gigantes os sete nascerão,
A forja e a pomba devem abrir a cela,
E liberar a morte pela raiva de Hera.

Profecia dada a Jason por Rachel Elizabeth Dare.
Jason, Piper e Leo são informados que são semideuses e são levados para o Acampamento Meio-Sangue, onde encontram outras crianças como eles. Lá, Leo, Piper e Jason descobrem ser filhos de Hefesto, Afrodite e Zeus respectivamente. Mais tarde, Jason também descobre ser irmão de Thalia Grace por compartilharem o mesmo sobrenome. Naquele mesmo dia, Leo acha o dragão de bronze autômato perdido de seu chalé e o conserta. Ele o chama de Festus e a criatura retribui o favor mostrando-lhe o Bunker 9, uma oficina secreta onde Leo instala asas nele e se equipa com um cinto mágico que lhe dá qualquer ferramenta que precisar. Enquanto isso, durante uma entrevista de Jason com Quíron, o tempo congela na sala e Hera aparece para pedir ajuda ao semideus.
O trio então recebe uma missão para resgatar a deusa. Annabeth sugere que eles sigam os espíritos do vento do Grand Canyon e encontrem Éolo a fim de conseguir pistas. O trio inicia sua missão e sua primeira parada é o castelo de Bóreas, em Quebec, onde se encontram com Calais e Zetes, filhos de Bóreas, e posteriormente com Quione, a deusa da neve. Em uma audiência com o deus eles descobrem que os anemoi estavam em Detroit. Após isso, Bóreas se transforma em sua versão romana Aquilon ao ver a tatuagem "SPQR" no braço de Jason e deixa o grupo ir embora. Quando o trio chega em seu novo destino, Festus congela e eles caem em um armazém abandonado, que descobrem ser o lar de três ciclopes. Depois de Jason e Piper serem capturados, Leo destrói os monstros usando guindastes e seu recém-descoberto poder de controlar o fogo. No entanto, enquanto comemoram a vitória, os ciclopes se reconstituem, então os semideuses fogem rapidamente.
Continuando a viagem, o trio vê os espíritos entrando em um esgoto. Ao segui-los eles encontram o centro comercial de Medeia, que estava na posse do treinador Hedge e dos anemoi. Ela usa seu poder de charme para colocar Jason e Leo em transe e revela que Tristan McLean, o pai de Piper, havia sido capturado pelo gigante Encélado. A garota quebra o feitiço e como retaliação Medeia libera dois dragões para persegui-los, mas Festus os destrói e o grupo foge com Hedge e os espíritos em gaiolas. Após o dragão cair novamente, eles encontram a mansão de Midas, cujo sistema de segurança deixa o autômato em pedaços. Leo e Piper são transformados em estátuas de ouro pelo rei, mas Jason derrota-o convocando um raio dentro da casa, o que também fez com que a água da chuva penetre no local e cure seus amigos.

A história de The Lost Hero girou em torno do resgate de Hera da posse do gigante Porfírio.

Depois de serem atacados por Licaão e seu bando de lobisomens, eles recebem ajuda de Thalia e das caçadoras de Ártemis. Thalia e Jason têm uma pequena reunião, mas logo se separam quando os semideuses partem para o castelo de Éolo. No local, eles oferecem os anemoi para falarem com o deus, mas este os trai e aprisiona-os. No entanto, Mellie, a ninfa assistente de Éolo, ajuda-os a escapar. Afrodite então conversa com Piper através de um sonho e revela que seus inimigos estão trabalhando sob as ordens de Gaia, que aos poucos acorda de seu sono profundo e pretende derrubar os deuses olímpicos a partir do local de origem: a Grécia.
O grupo vai até o Monte Diablo, localizado em San Francisco, onde Encélado aprisiona o pai de Piper. Durante a luta que se segue, eles conseguem matar o gigante, embora a espada de Jason quebre-se no processo. Vendo o abatimento de seu pai, Piper lhe dá uma poção fornecida por Afrodite para apagar todas as lembranças do sequestro e da batalha; Hedge então se oferece para levá-lo de volta para casa em segurança. Os heróis seguem para a Casa do Lobo, último lugar em que Thalia viu Jason, para libertar Hera.
Ao chegarem no local eles reencontram as caçadoras de Ártemis, mas são atacados por Quione (que congela todas as guerreiras) e por Licaão. Leo consegue afugentar a deusa e Jason derrota a criatura com a ajuda de um espírito de tempestade na forma de um cavalo. Após isso, Piper usa seu charme para deixar Gaia sonolenta enquanto Leo corta a grade da cela onde Hera estava presa com uma serra elétrica. Embora os heróis salvem a deusa, Porfírio, o rei dos gigantes, renasce usando a energia vital de Hera. Quando essa é liberta, o monstro desaparece em um buraco na terra antes dela usar seu poder para destruí-lo.
De volta ao Acampamento Meio-Sangue, a memória de Jason retorna, e ele se lembra de que pertence a um acampamento de semideuses romanos localizado em San Francisco, e portanto é filho de Júpiter ao invés de Zeus. Também é revelado que Hera havia trocado Jason e Percy de acampamentos e tirado a memória de ambos como forma de dar inicio a um acordo de paz entre os dois lados, que estavam em conflito há muito tempo, para que pudessem se unir e lutar juntos contra os gigantes e derrotar Gaia.

## Personagens principais
- Jason Grace: Semideus filho de Júpiter, foi eleito como o favorito de Hera.[16] Acorda sem memória em um ônibus escolar e ao chegar no Acampamento Meio-Sangue chama os deuses pelos nomes romanos.[17] Jason tem sentimentos por Piper, mas é sugerido que ele estava romanticamente envolvido com uma menina chamada Reyna antes de perder a memória.[17]
- Leo Valdez: Filho semideus de Hefesto. Quando era pequeno sua mãe foi morta em um incêndio causado por Gaia,[11] além de também ser vigiado por Hera, disfarçada como sua tia Callida.[18] No Acampamento Meio-Sangue, ele acha e conserta Festus, um dragão autômato danificado, e descobre o Bunker 9, uma oficina secreta onde se equipa com um cinto mágico que lhe dá qualquer ferramenta que precise.[19]
- Piper McLean: Semideusa grega filha de Afrodite e de Tristan McLean, um ator famoso de origem cherokee.[20] No Acampamento Meio-Sangue, escolhe o punhal Katoptris, antiga adaga de Helena de Troia, como sua arma e com ela passa a ter vislumbres do futuro.[21]
- Gleeson Hedge: Um sátiro responsável por levar Piper e Leo para o Acampamento Meio-Sangue. Durante a luta contra os espíritos do vento ele é capturado,[22] mas é encontrado pelos semideuses na loja de Medeia.[23] Hedge ainda guia o grupo até a fortaleza de Éolo[24] e se apaixona por Mellie, a ninfa assistente do deus.[25]

## Características

### Temas
Um dos principais temas abordados em The Lost Hero é a coragem, de modo que cada personagem principal precisa superar seus medos. Leo tem que lidar com seu poder de controlar o fogo, Piper conta a seus amigos sobre o sequestro de seu pai, mesmo com as ameaças de morte de Encélado, e Jason precisa superar seu medo de falhar com seus colegas. Deste modo, os três precisam descobrir suas próprias identidades e destinos no mundo. A amnésia de Jason também faz com que ele passe por um redescobrimento próprio.
Outro aspecto presente na história são os problemas familiares. Os três semideuses têm dificuldades com seus parentes divinos. Somado a isso, Leo ainda precisa lidar com a morte de sua mãe mortal e Piper necessita de mais atenção do seu pai humano. Apesar disso, todos eles desenvolvem relações melhores com seus pais ao decorrer do livro e encontram no Acampamento Meio-Sangue uma nova família. Similarmente, a amizade é outro ponto importante da trama. Jason, Piper e Leo dependem constantemente uns dos outros e os três precisam trabalhar juntos para cumprirem sua missão. Além disso, a união entre os semideuses gregos e romanos planejada por Hera é a esperança para a salvação do mundo.
O livro também faz alusões a elementos além da mitologia grego-romana e cita eventos históricos, como a Guerra Civil Americana e o Grande incêndio de Londres, bem como menciona elementos da cultura pop, como Darth Vader e o programa Wheel of Fortune.

### Simbolismo
Em The Lost Hero, os elementos mitológicos funcionam como representações daquilo que simbolizam. Por exemplo, Quione é a deusa da neve e uma das antagonistas do romance; deste modo, tudo relacionado à neve é considerado ruim. Do mesmo modo, o toque de ouro de Midas indica sua ganância e o cinto de ferramentas mágico de Leo representa sua habilidade com máquinas. Do mesmo modo, o esquecimento de Jason e a volta parcial e periódica de suas lembranças simbolizam a descoberta de um novo universo mitológico e de novos personagens. Ele é um substituto de Percy Jackson e sem memórias e personalidade definidas no começo da obra, o leitor consegue se sentir na pele do personagem. Por sua vez, os sonhos funcionam como um recurso narrativo usado pelo autor para fornecer informações ou mesmo recapitulações aos personagens, certificando-se de que eles saibam o que se espera deles.

## Lançamento
The Lost Hero foi lançado originalmente nos Estados Unidos em 12 de outubro de 2010 com uma impressão inicial de dois milhões e meio de cópias em capa dura. As versões em áudio (narrado por Joshua Swanson) e digital foram disponibilizadas na mesma data. No Brasil, o livro foi traduzido por Rodrigo Peixoto e lançado pela editora Intrínseca em 20 de maio de 2011, enquanto a edição portuguesa foi adaptada por Nuno Daun e Lorena e liberada em 2 de abril de 2014 pela editora Planeta. Ao todo, o livro foi traduzido para 37 idiomas e distribuído em 36 países.

Capa do romance gráfico ilustrado por Nate Powell.

Para comemorar o lançamento, uma festa com mais de 800 convidados, incluindo Riordan, aconteceu na livraria BookPeople em Austin, Texas. Posteriormente, mais de 10 000 pessoas se juntaram ao autor em um webchat on-line, no qual ele leu os dois primeiros capítulos da obra e respondeu a perguntas dos fãs. Riordan então fez uma sessão de autógrafos e anunciou um sorteio para selecionar sete crianças para participar de uma "sessão exclusiva de uma semana no Acampamento Meio-Sangue" no BookPeople em julho de 2011.
Mais de 1 315 000 cópias físicas e 71 000 edições virtuais foram vendidas até o final de 2010. O título ficou em primeiro lugar na lista de best-sellers do The New York Times (permanecendo no topo da lista por 14 semanas), USA Today, Publishers Weekly e The Wall Street Journal, acabando como o 25.º livro mais vendido na Amazon naquele ano. No Brasil, O Herói Perdido também ocupou a posição de livro de ficção mais vendido no país, segundo a classificação da revista Veja.

### Romance gráfico
Em março de 2012 o desenhista Nate Powell anunciou que estava trabalhando no projeto de um romance gráfico para The Lost Hero. Pouco tempo depois foi revelado que Robert Venditti adaptaria a história e Orpheus Collar coloriria os desenhos. Powell divulgou a capa e imagens promocionais no começo de junho de 2014, ao mesmo tempo que Riordan informou que o livro seria lançado em 7 de outubro de 2014, juntamente com O Sangue do Olimpo. Com uma impressão inicial de 150 000 cópias, The Lost Hero: The Graphic Novel recebeu versões em capa dura, brochura e digital. Também foi traduzido para o italiano pela Arnoldo Mondadori Editore em maio de 2016.

## Recepção crítica
O romance foi recebido com críticas geralmente positivas. A resenha do Publishers Weekly foi favorável, ressaltando as mudanças entre as personalidades grega e romana dos deuses, o que impedia a trama de ser apenas uma "história requentada de Riordan". Por fim, o avaliador achou a narrativa "polida como sempre, cheia de humor, ação e emoção". Vicky Smith do Kirkus Reviews foi mais pessimista, destacando negativamente os longos períodos de diálogos sem ação e a demora para o desenrolar dos fatos, comentando: [a obra] mais "parece uma exposição muito longa do que um romance completo". No entanto, ela gostou das passagens com os deuses, elogiando o "brilhantismo" dado por eles a história. Ao concluir a análise, a revisora comentou: "apenas os fãs mais dedicados gostarão do livro, e a menos que Riordan conclua tudo até o quinto [e último] volume da série, esperemos que isso não termine com uma terceira grande profecia".
Escrevendo para o The Seattle Times, Karen Macpherson considerou a mistura de gregos e romanos "fascinante" e os personagens "interessantes e bem desenvolvidos, com uma história ricamente complexa, e junto com o humor irônico marcante de Riordan a ação é quase ininterrupta". Carrie R. Wheadon do Common Sense Media não gostou muito do título e considerou a história de uma leitura mais densa do que na série Percy Jackson & the Olympians, mas o humor e a "mistura engenhosa de mitos e modernidade" foram os principais motivos pelos quais ela ainda assim recomendou a leitura.
A crítica do Story Snoops considerou "agradável a incorporação dos novos personagens", enquanto o Compass Book Ratings teceu elogios pelos diálogos, humor e desenvolvimento da mitologia e dos personagens, embora a repetição de introduções do passado dos protagonistas foi considerado cansativa. Ashley Mussbacher do The Cascade gostou da mudança para narrativa em terceira pessoa, comentando que o novo estilo dá uma "melhor possibilidade de conhecer os outros personagens e é útil na compreensão dos eventos." Ela ainda destacou a inclusão da mitologia romana e encerrou a análise dizendo que apesar do livro ser direcionado ao público jovem-adulto, ele "pode ser divertido e informativo para todas as idades."
O romance gráfico foi elogiado pelo site School Library Journal, o qual parabenizou o trabalho de adaptação de Powell por "atingir todos os pontos altos e representar todos os detalhes mais importantes nos desenhos". A resenha também apontou uma fácil adaptação tanto para os leitores já acostumados com os livros tradicionais quanto para os novatos no universo de Riordan e foi finalizada afirmando que a história era uma boa adição para escolas e bibliotecas públicas.
As resenhas em português também foram positivas. Lucas Zeferino do Estante Nerd destacou a construção dos novos protagonistas, mas sentiu falta da presença dos antigos. A análise do Fome de Livros elogiou tanto a trama como os personagens principais, mas criticou a falta de atenção aos coadjuvantes e a margem estreita da versão brasileira. Já Raphaela do Equalize Leitura elogiou o espaçamento do texto, bem como narrativa fluída e consistente presente no alternar dos capítulos. Tanto Dhiego Morais do INtocados e Layane do De Tudo Um Pouquinho salientaram o amadurecimento na escrita do autor e sua habilidade em começar uma nova série usando um universo já explorado anteriormente.
The Lost Hero também foi escolhido como um dos melhores livros de 2010 pela Barnes & Noble e foi premiado com o Young Readers Choice Award de 2013, além de ser considerado o livro em brochura mais popular para jovens-adultos pela American Library Association.

## Continuação
Pouco após The Lost Hero ser lançado, Riordan anunciou sua sequência, chamada The Son of Neptune. Em 26 de maio de 2011, a arte da capa e o primeiro capítulo foram revelados, confirmando a presença de Percy Jackson na trama. O segundo capítulo foi lido pelo autor em 18 de agosto, dia do aniversário de Percy. Um vídeo também foi publicado para apresentar os novos protagonistas Frank Zhang e Hazel Levesque e os personagens Octavian e Reyna.
The Son of Neptune foi lançado originalmente nos Estados Unidos em 4 de outubro de 2011 com uma impressão inicial de três milhões de cópias, o maior volume publicado pela Disney Hyperion até aquele momento, vendendo até o final do ano mais de 1 700 000 cópias físicas e outras 204 000 cópias digitais. No Brasil foi lançado pela editora Intrínseca com o nome O Filho de Netuno em 7 de maio de 2012. Já a edição portuguesa foi chamada de O Filho de Neptuno e disponibilizada pela Planeta em 12 de novembro de 2014.
Os títulos seguintes seguiram o padrão de lançamento anual. The Mark of Athena foi publicado em 2 de outubro de 2012, The House of Hades em 8 de outubro de 2013 e The Blood of Olympus em 7 de outubro de 2014. Um livro complementar chamado The Demigod Diaries foi lançado em 14 de agosto de 2012.